# Робела (Асти)
Робела (итал. Robella) је насеље у Италији у округу Асти, региону Пијемонт.
Према процени из 2011. у насељу је живело 105 становника. Насеље се налази на надморској висини од 400 м.

## Становништво
Према резултатима пописа становништва 2011. у општини је живело 504 становника.
| 1931. | 1936. | 1951. | 1961. | 1971. | 1981. | 1991. | 2001. | 2011. |
| ----- | ----- | ----- | ----- | ----- | ----- | ----- | ----- | ----- |
| 1.163 | 1.115 | 941   | 816   | 695   | 629   | 560   | 562   | 504   |